# وثيقة ق

تقترح فرضية المصدرين أن إنجيل مرقس كتب أولا مع وجود مصدر ثان معاصر يسميه العلماء وثيقة ق. كتب كل من إنجيل متى وإنجيل لوقا بشكل مستقل واستعملا مرقس ووثيقة ق كمصادر.

الوثيقة ق (Q document من كلمة Quelle الألمانية أي مصدر) هي نص مفقود افترض وجوده كأحد مصادر إنجيلي متى ولوقا. بينما يؤمن بعض العلماء بوجوده تاريخيا، يشكك عدد منهم بذلك.
ويًرجح بعض الباحثين المسلمين أن الوثيقة ق هي مصدر الإنجيل الأصلي الذي تكلم وبشر به المسيح عيسى بن مريم أثناء حياته.[بحاجة لمصدر]

## تمهيد
بسبب اكتشاف العلماء في القرن التاسع عشر وجود كثير من المواد المشتركة في إنجيلي متى ولوقا لا توجد في إنجيل مرقس الذي افترض بشكل عام أنه مصدرهما المشترك، فقد اقترحوا وجود مصدر مشترك ثان هو وثيقة ق. ويبدو أن هذا النص المفقود المفترض كان مجموعة أقوال للسيد / المسيح، سميت أيضا إنجيل ق أو إنجيل الأقوال ق أو مخطوطة ق أو مصدر الأقوال أو لوجيا. والتعرف على وثيقة ق كان أحد عاملين أساسيين لفرضية المصدرين والعامل الآخر هو أسبقية مرقس.
إن فرضية المصدرين أكثر الحلول قبولا للمشكلة السينوبتية التي تتعامل مع العلاقة الأدبية بين الأناجيل القانونية الثلاثة الأولى متى ومرقس ولوقا والتي تسمى الأناجيل السينوبتية. فالتشابه في اختيار الكلمات وترتيب الأحداث يظهر وجود علاقة بينها. تدرس المشكلة السينوبتية سبب هذه العلاقة وطبيعتها. وحسب فرضية المصدرين استعمل كل من متى ولوقا وبشكل مستقل إنجيل مرقس. وهذا حتم وجود مصدر مفترض لشرح وجود مواد سميت التقليد الثنائي أو المضاعف وهي المواد المشتركة بين متى ولوقا ولكنها غير موجودة في مرقس. وسمي هذا المصدر المفترض وثيقة ق.

## الأناجيل السينوبتية

توجد كل محتويات مرقس تقريبا في متى وكذلك معظم محتويات مرقس في لوقا. هناك أيضا الكثير من المواد المشتركة بين متى ولوقا التي لا توجد في مرقس.

من بين أناجيل كثيرة كتبت في القدم قبلت فقط أربعة أناجيل كأناجيل قانونية في العهد الجديد هي أناجيل متى ومرقس ولوقا ويوحنا. تتشابه أناجيل متى ومرقس ولوقا كثيرا فيما بينها، فهي عادة تقص القصص نفسها عن المسيح وتتبع الترتيب نفسه وتستعمل كلمات متشابهة.
عرف في المقابل منذ وقت بعيد أن إنجيل يوحنا يختلف جدا عن الأناجيل القانونية الثلاثة الأولى بالمواضيع والمحتويات والمدة وتسلسل الأحداث والأسلوب. لخص إكليمندس الإسكندري الطابع الفريد لإنجيل يوحنا بقوله «يوحنا أخيرا مدركا أن الحقائق 'المادية' سجلت في تلك الأناجيل [الثلاثة] ألف إنجيلا 'روحيا'».
تعني كلمة سينوبتي في اليونانية ذا رؤية مشتركة. وبسبب الاشتراكات الكثيرة بين أناجيل متى ومرقس ولوقا سميت هذه الأناجيل الأناجيل السينوبتية.
تتميز الأناجيل السينوبتية بوجود الكثير من المواد المتوازية فيما بينها. 80% تقريبا من آيات مرقس لها آيات موازية في كل من إنجيلي متى ولوقا. وبسبب اشتراك هذه المواد بين الأناجيل الثلاثة سميت التقليد الثلاثي، وأغلبه روايات مع بعض الأقوال.
بالإضافة لذلك توجد كمية لا بأس بها من المواد في إنجيلي متى ولوقا ولكنها ليست في إنجيل مرقس. 25% من أيات متى تقريبا لها آيات موازية في لوقا وليس في مرقس. سميت المواد المشتركة بين متى ولوقا التقليد الثنائي.

## المشكلة السينوبتية

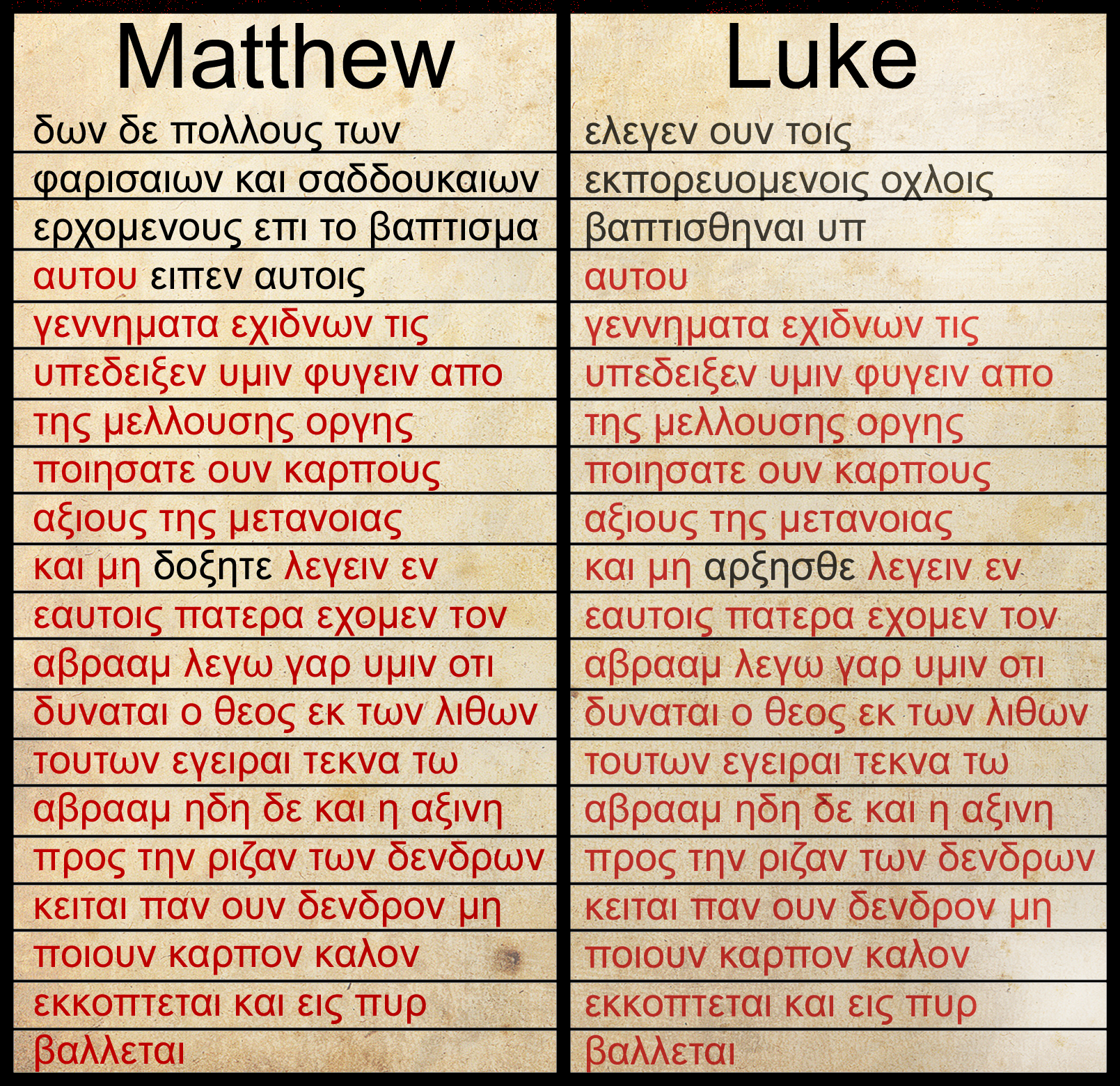
مقطعان متوازيان من متى ولوقا. الكلمات المتطابقة بالأحمر.

إن العلاقة بين الأناجيل السينوبتية الثلاثة أكثر من تشابه في الرؤيا، فهي تخبر عادة القصص نفسها بالترتيب نفسه وحتى بالكلمات نفسها، فبعض المقاطع مكررة بالحرف.
لاحظ العلماء أن التشابهات بين مرقس ومتى ولوقا أكثر من أن تكون صدفة. فالشهود العيان الذين يصفون أحد الحوادث لا يستعملون الكلمات نفسها، لذا عرف العلماء والباحثون وجود علاقة أدبية بين الأناجيل السينوبتية الثلاثة منذ مدة طويلة.
تعرف العلاقات بين أناجيل متى ومرقس ولوقا بالمشكلة السينوبتية، والتي عرفت منذ القدم وحاول العديد حلها. حاول أوغسطينوس مثلا في القرن الخامس تفسير العلاقة بينها باقتراح أن متى كتب أولا ثم كتب مرقس إنجيله باستعمال إنجيل متى كمصدر ثم أخيرا كتب لوقا إنجيله مستعملا إنجيلي متى ومرقس كمصدر. بالرغم من أن هذا الحل لا يفضله العلماء حديثا لكنه يمثل أحد أقدم وأشهر الحلول المقترحة للمشكلة السينوبتية.

## وثيقة ق
إذا كانت فرضية المصدرين صحيحة فالمصدر الثاني لإنجيلي متى ولوقا بالإضافة إلى إنجيل مرقس يجب أن يكون وثيقة مكتوبة. فإذا كانت مثلا ق روايات شفهية مشتركة لن تفسر التشابهات بكلمات متطابقة بالترتيب نفسه بين متى ولوقا إذا ما اقتطف منها متى ولوقا.
وكذلك يمكن استنتاج أن وثيقة ق التي كانت لدى متى ولوقا كانت مكتوبة باليونانية. فلو استخدما وثيقة بلغة أخرى مثل الآرامية فمن المستبعد جدا أن تتطابق ترجمتان مستقلتان بالكلمات وترتيبها.
لذا يجب أن تكون وثيقة ق مكتوبة قبل تأليف إنجيلي متى ولوقا، ويقترح بعض العلماء أنها كتبت قبل مرقس.
مع افتراض وجود وثيقة ق المفقودة، يعتقد العلماء أنهم يستطيعون إعادة تأليفها بفحص المواد المشتركة بين متى ولوقا والغائبة من مرقس. من الملاحظ أن هذه الوثيقة لا تصف أحداث حياة يسوع، فهي لا تصف ولادته واختياره للتلاميذ الإثني عشر ولا صلبه أو قيامه، بل هي مجموعة من أقوال وتعليمات يسوع المسيح.

## أدلة المصدر المشترك الثاني

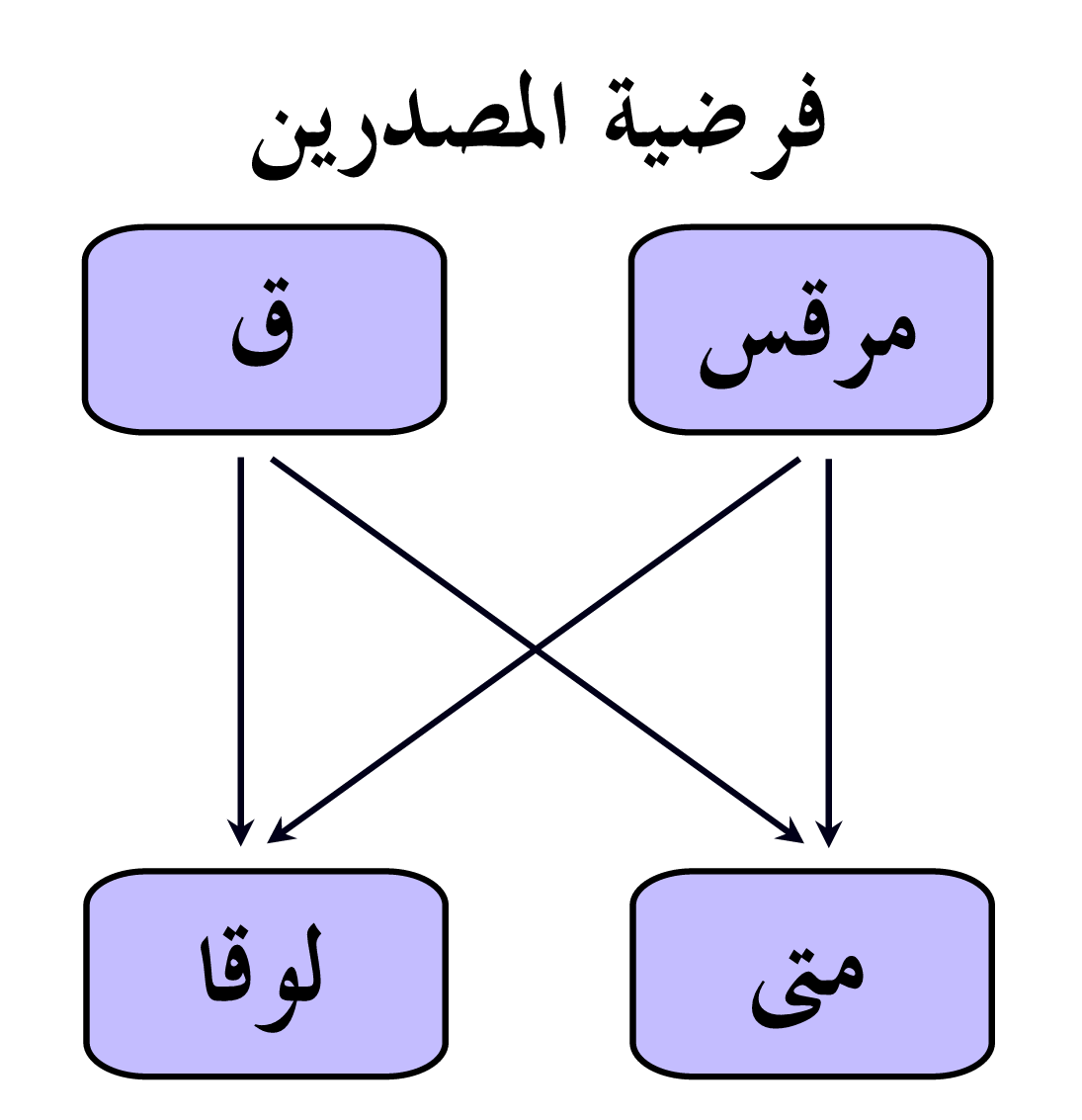
تقترح فرضية المصدرين أن إنجيل مرقس كتب أولا مع وجود مصدر ثان معاصر يسميه العلماء وثيقة ق. كتب كل من إنجيل متى وإنجيل لوقا بشكل مستقل واستعملا مرقس ووثيقة ق كمصادر.

يُستنتج وجود ق من أن متى ولوقا لا يعتمدان على بعضهما البعض في التقليد الثنائي (المواد المشتركة بين متى ولوقا والغائبة من مرقس حسب تسمية علماء العهد الجديد). لكن التماثل اللفظي بين متى ولوقا كبير جدا في بعض مواد التقليد الثنائي بحيث لا يمكن شرحه إلا باعتمادهما على مصدر أو مصادر مكتوبة مشتركة. فحسب فرضية ق استعمل متى ولوقا وثيقة مشتركة، من أدلة وجود وثيقة ق المكتوبة:
- تطابق الكلمات أحيانا بشكل مبهر، فمثلا متى 6: 24 = لوقا 16: 3 (27 و28 كلمة يونانية بالترتيب)، متى 7: 7-8 = لوقا 11: 9:10 (24 كلمة يونانية في كل منهما).
- هناك أحيانا الترتيب نفسه بينهما، مثلا عظة البرية = عظة الجبل.
- وجود مضاعفات عندما يقدم متى ولوقا نسختين لقول متشابه لكن في مناسبتين مختلفتين. قد تدل هذه الأقوال المضاعفة على مصدرين مكتوبين.
- بعض المواضيع مثل النظرة التثنوية للتاريخ أوضح في ق منها في متى أو لوقا.
- يذكر لوقا أنه عرف عن عدة مصادر مكتوبة عن حياة المسيح له المجد وأنه فحصها من أجل أن يجمع أكبر قدر من المعلومات (لوقا 1: 1-4).